# Fifo
Fifo (afkorting van het Engelstalige first in, first out) duidt aan dat wat er het eerst in komt, ook weer het eerst uitgaat.
Het fifo-principe wordt gebruikt als een schappenvulsysteem voor producten die onderhevig zijn aan bederf of verandering.
Bij het vullen van een winkelschap volgens het fifo-systeem worden de nieuwe artikelen achteraan bijgeplaatst. Hierdoor neemt de klant de oudste artikelen eerst mee. Vaak wordt ook nog een verdere verfijning van dit principe gebruikt, nl het FEFO-principe (First Expired - First Out). Dit lijkt erg op FIFO en betekent dat hetgeen de kortste (meest nabije) vervaldag heeft, het eerst wordt uitgeleverd. Dit principe bewijst zijn kracht (en doeltreffendheid) doordat het bijvoorbeeld retours zal beoordelen op basis van vervaldatum en niet op aankomstdatum. In de bewerkingsindustrie wordt nog een ander principe gebruikt, het Slack-principe. Slack houdt in dat hetgeen de kortste (meest nabije) leverdatum heeft minus de bewerkingstijd het eerste wordt bewerkt. Met Slack kan voorkomen worden dat een product met een latere leverdatum (maar meer bewerkingstijd) eerder geproduceerd wordt. Door Slack is de kans dat alle leverdata worden behaald het grootste. 
In de informatica worden het fifo-principe ook veel gebruikt. Een abstract datatype dat het fifo-principe gebruikt is de queue (in het Nederlands soms ook wachtrij genoemd). Het lezen en verwerken van data gaat dan in de volgorde van aanlevering. Dit is typisch gedrag van een wachtrij, maar is tegengesteld aan het lifo-principe (last in, first out) van de stack.
Ook andere vakgebieden, zoals de elektronica, verkeerskunde en de accountancy kennen het fifo-principe. Tevens werd met name vóór de invoering van de Wet Personenvervoer 2000 (Wp2000) het fifo-principe toegepast binnen het taxivervoer vanaf standplaatsen. Hierbij werd een klant geacht altijd gebruik te maken van het in de wachtrij vooraan staande taxivoertuig.
In de accountancy of boekhouding wordt FIFO gebruikt om aan te duiden hoe de waarde van een aanwezige voorraad moet worden gewaardeerd bij de opmaak van de inventaris. Bij het bepalen van de waarde van een artikel aanwezig in de voorraad wordt de laatst genoteerde waarde als maatstaf genomen (want de oudste artikelen zijn al verkocht).